# Paul von Krause (Landrat)
Paul Louis Eduard Krause, ab 1913 von Krause (* 15. März 1882 in Königsberg in Preußen; † 13. September 1946 in Artern) war preußischer Landrat.

## Leben
Er war der Sohn des 1913 in den preußischen Adelsstand erhobenen Paul von Krause (1852–1923), Vizepräsident des Preußischen Abgeordnetenhauses, und dessen Ehefrau Anna Burchard, aus dem ostpreußischen Austinehlen stammend.
Krause studierte an der Albert-Ludwigs-Universität Freiburg. 1901 wurde er Mitglied des Corps Hasso-Borussia Freiburg. Nach Abschluss des Studiums und Promotion zum Dr. jur. war er Regierungsreferendar in Oppeln, im Sommer 1918 wurde Paul von Krause Verwalter des Landratsamtes Kreis Strelno, dann dort kommissarisch Landrat. 1919 wurde er dann kommissarischer Landrat des Kreises Querfurt im Regierungsbezirk Merseburg der preußischen Provinz Sachsen und Nachfolger von Heinrich von Helldorff. Das Amt übernahm er 1920 endgültig und übte es bis 1927 aus. Danach wurde er Vizepräsident der Regierung in Oppeln. Von 1928 wirkte er bis zu seiner Absetzung im März 1933 in Minden.
Paul von Krause war zweimal verheiratet, zuerst mit Luise Strauß, dann ab 1921 mit Hildegard von Paris (* 1889), einer Tochter des Generalleutnants Friedrich von Paris, geadelt 1913, und dessen zweiter Ehefrau Friederike von Conta (1860–1927). Aus erster Ehe stammen die Kinder Eberhard (* 1911) und Gisela (* 1914). Paul von Krause hatte drei jüngere Brüder; Ernst war zuletzt Generalmajor, Peter war Jurist, Rechtsanwalt und Reserveoffizier, Helmut wurde Arzt.